# Sindacato negli Stati Uniti d'America

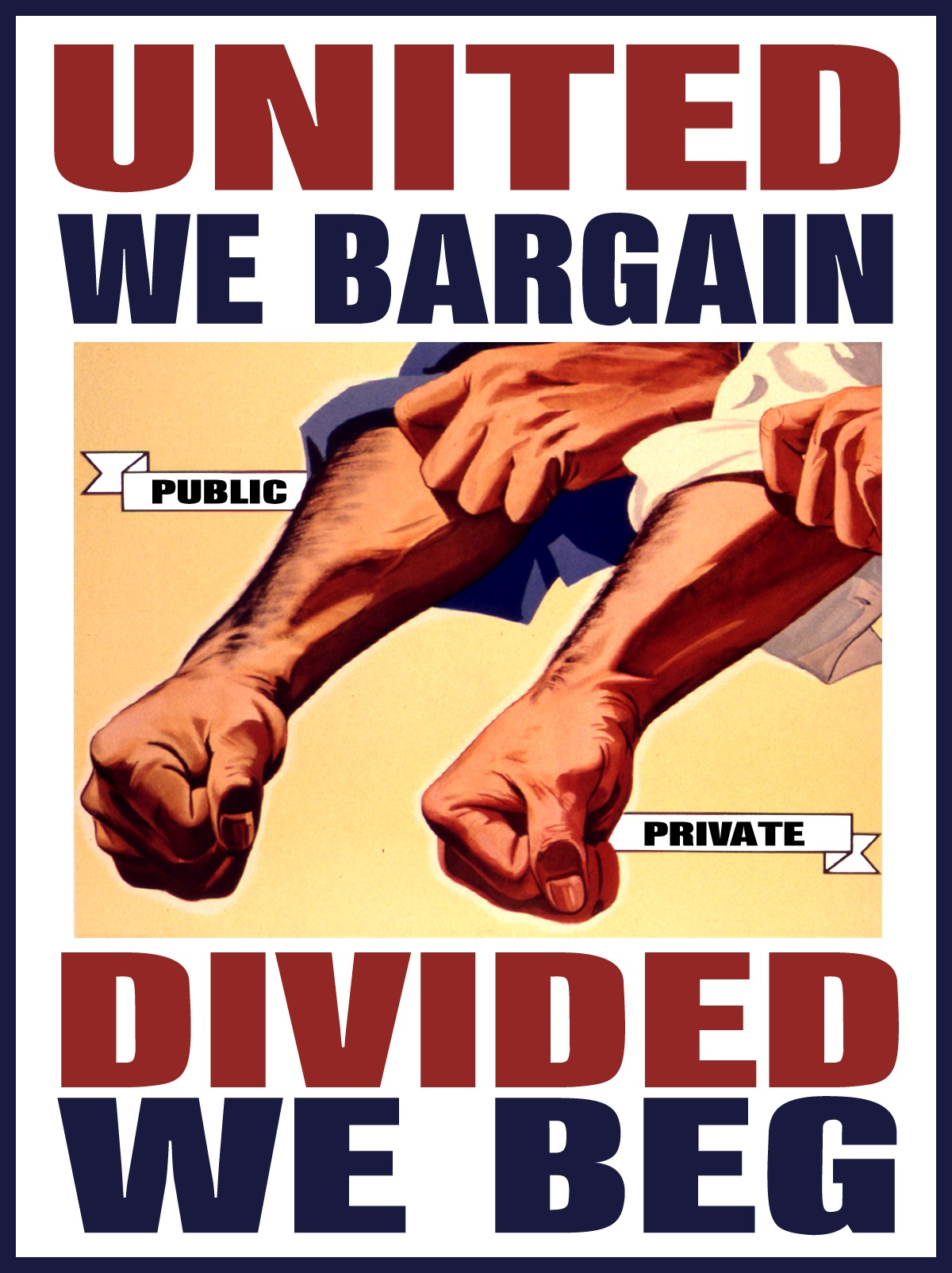
Locandina propagandistica usata nelle manifestazioni del Wisconsin del 2011.

Il sindacato negli Stati Uniti è organizzato nelle cosiddette Labor Union in base alla National Labor Relations Act del 1935 e successive modifiche.

## Descrizione
Sviluppatesi dalle prime federazioni del lavoro statunitensi (come i Knights of Labor, la National Labor Union o l'American Federation of Labor del 1886) come primitive e labili organizzazioni del mondo del lavoro, le Labor Union divennero stabili negli anni '30 con vari atti legislativi del New Deal di Roosevelt. Nel secondo dopoguerra le due più grandi federazioni di sindacati statunitensi si unirono a formare il AFL-CIO, che al 2022 vanta circa 12 milioni di lavoratori e pensionati.
Negli anni '50-'70 le Labor Union erano forti e ampiamente partecipate da molti lavoratori: al 1983 erano iscritti il 20,1% dei lavoratori (ovvero 17,7 milioni), mentre al 2021 la quota era scesa 10,3%. Il tipico lavoratore sindacalizzato risulta essere oggigiorno prevalentemente di sesso maschile, almeno sulla mezza età, impiegato nel settore pubblico, dal salario medio-alto e che abita in California o negli stati del nord-est.
Diversi studi statunitensi hanno mostrato come il sindacalismo abbia aiutato ad avere più redistribuzione della ricchezza nella società, maggiori diritti per tutti i lavoratori e altri effetti positivi vari.

## Statistiche e dati

Serie storica, in percentuale, dell'approvazione popolare delle Labor Unions e della quota di lavoratori affiliati.
Percentuale del totale di lavoratori iscritti alle Labor Union (1960 - 2020).
Correlazione di alcuni studi tra la percentuale di lavoratori iscritti ai sindacati e quella della ricchezza del top 10% della popolazione degli Stati Uniti